# Ann-Sofie Lifvenhage
Ann-Sofie Lifvenhage (1976) é uma política sueca. Desde 2 de maio de  2019 que tem servido como Membro do Riksdag, em representação do círculo eleitoral do Condado de Södermanland.